# Engångsartiklar

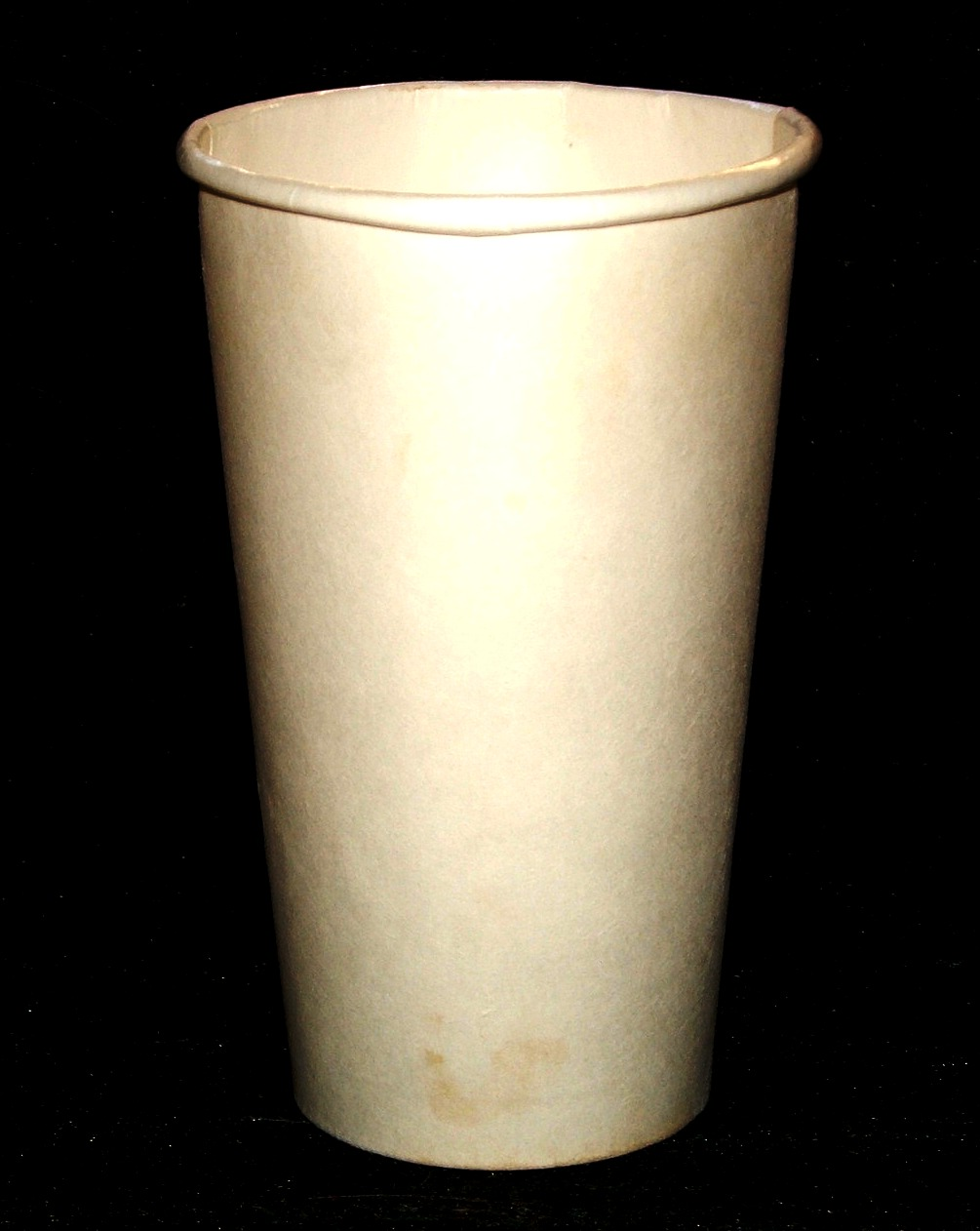
Pappersmugg är ett typiskt exempel på engångsartiklar

Engångsartiklar är produkter som är avsedda att användas vid ett tillfälle och därefter kasseras. Exempel på engångsartiklar kan vara kondomer, sprutor, skyddshandskar, munskydd, förkläden, handdukar samt plastglas och pappersmuggar.
Andra exempel:
- Engångsgrill, grillkol som säljs i en aluminiumform som används för grillning vid ett enda tillfälle och därefter kastas.
- Engångskamera, en enkel kamera där filmrullen inte kan bytas, utan hela kameran skickas in till framkallning.
- Engångsrakhyvel, en rakhyvel där rakbladet inte kan bytas ut.
- Engångständare, en cigarettändare där ny bensin inte kan fyllas på.